# Cappella Paolina

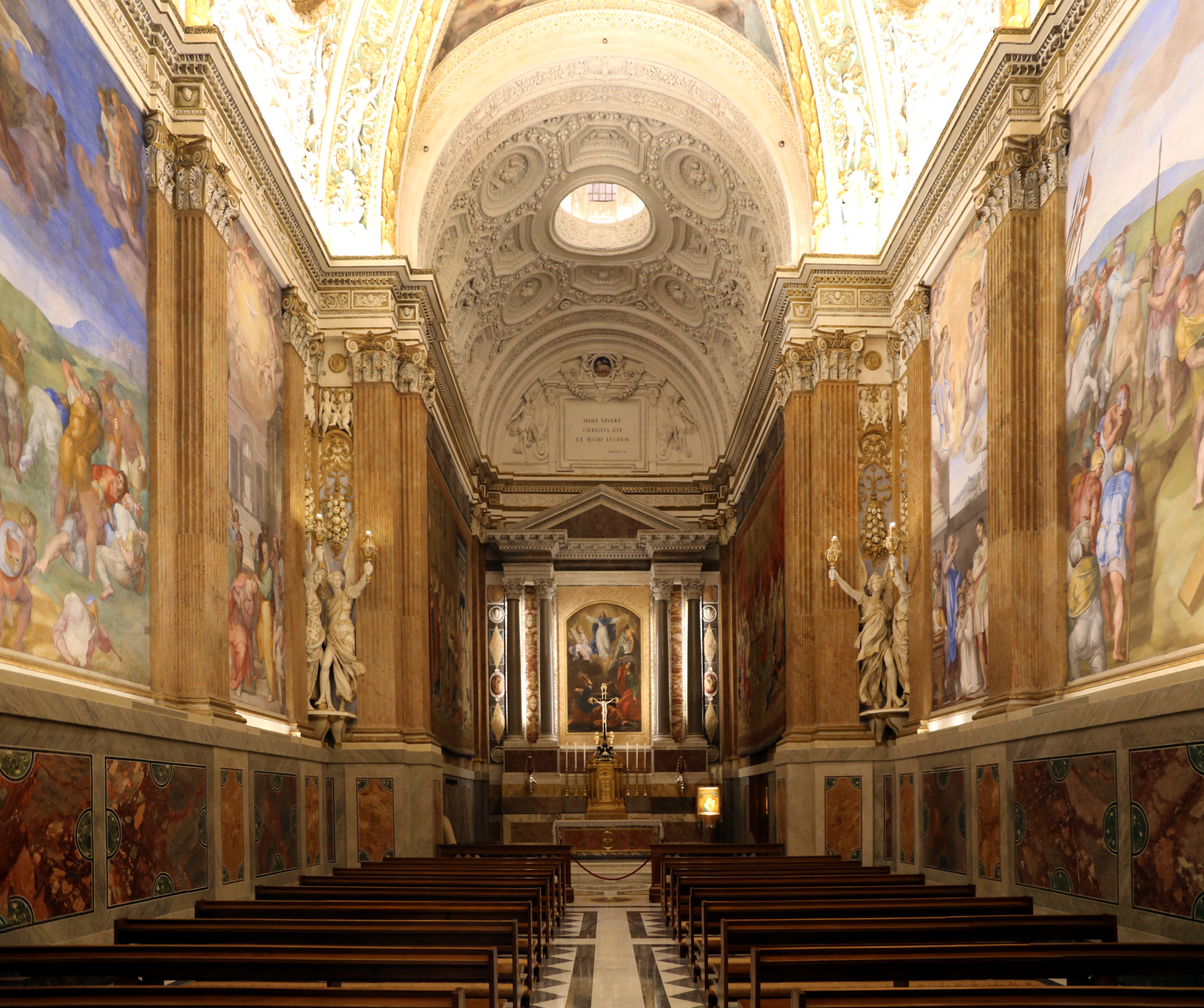
Cappella Paolina

Cappella Paolina är ett kapell i Apostoliska palatset som tjänar som församlingskyrka i Vatikanen. Den är skild från Sixtinska kapellet bara av Sala Regia. Kapellet började byggas 1538 genom ett beslut av påve Paulus III och avslutades 1540 under ledning av Antonio da Sangallo den yngre.
Cappella Paolina fungerade ursprungligen både som sakramentskapell och kapell för konklaver. Med tanke på kapellets ceremoniella och personliga betydelse kunde man förvänta sig att påven skulle kräva av en stor konstnär att dekorera dess interiör, och, enligt både påvedömet och folket, blev det Michelangelo. Redan innan Michelangelo fullbordat muralmålningen Yttersta domen hade Paulus III beslutat att Michelangelo skulle vara den som målade freskerna i Cappella Paolina. Detta framgår av en skrivelse den 12 oktober 1541 från kardinal Alessandro Farnese, Paulus III:s brorson, till biskop Marco Vigerio della Rovere som diskuterar målningar som skall genomföras i det "nya kapellet". Michelangelos två fresker i Cappella Paolina, Pauli omvändelse och Petri korsfästelse, målades mellan 1542 och 1549. Andra verk i kapellet målades av bland andra Federico Zuccari och Lorenzo Sabatini.
Före öppnandet av den slutna konklaven samlas kardinalkollegiet i Cappella Paolina för att lyssna till en predikan där medlemmarna påminns om sin skyldighet att ge till Kyrkan hennes mest mottaglige son som Kyrkans högste andlige vägledare. Kardinalerna drar sig sedan tillbaka till Sixtinska kapellet där omröstningen äger rum. I Cappella Paolina sjungs dagligen konklavens högtidliga mässa "De Spiritu Sancto", vid vilken alla medlemmar i konklaven måste närvara.
Ett kapell med samma namn finns i basilikan Santa Maria Maggiore i Rom.